# Romuald Oramus

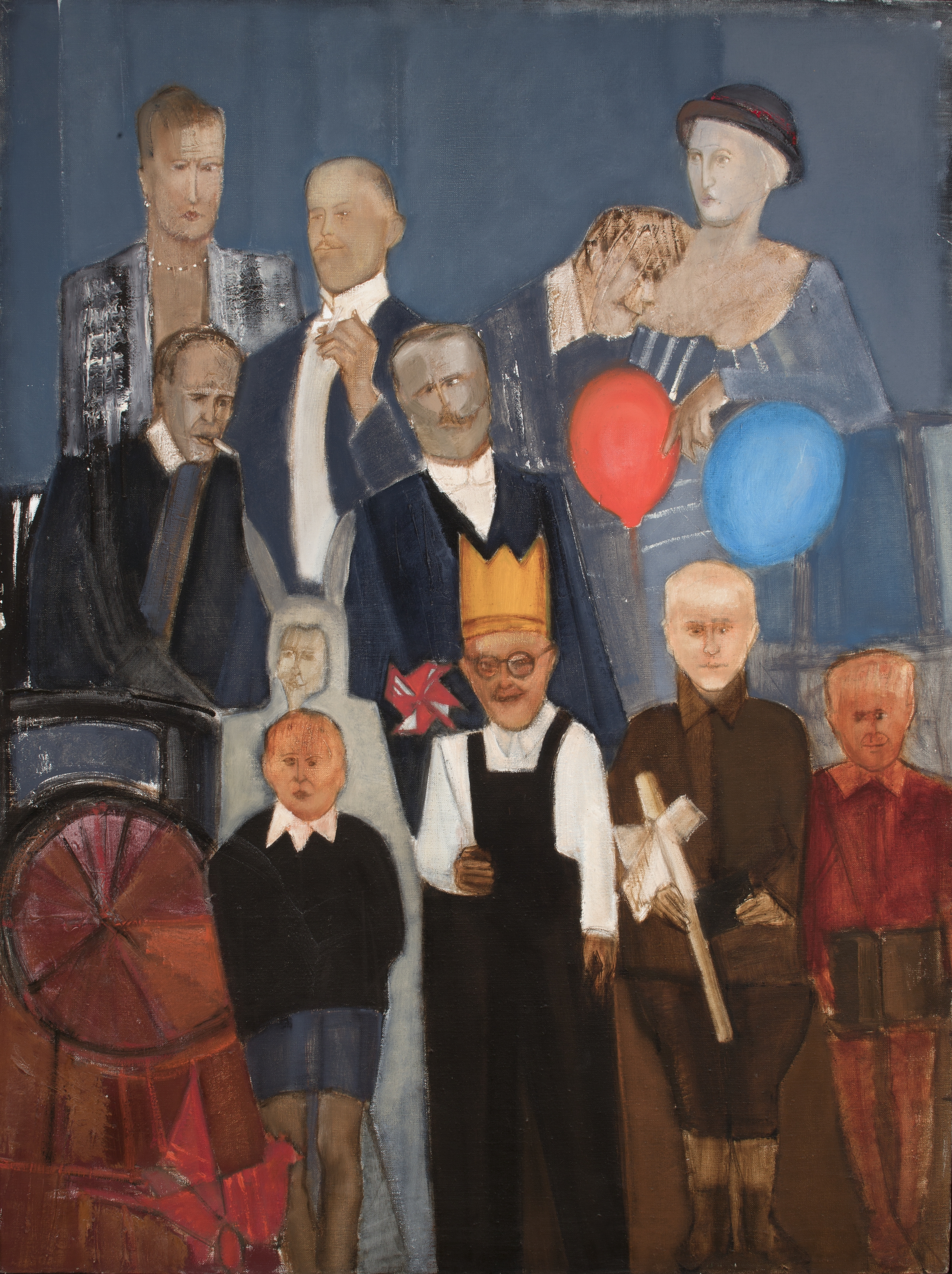
Romuald Oramus, Czas zatrzymany X, 1981; obraz w kolekcji Muzeum Narodowego w Krakowie

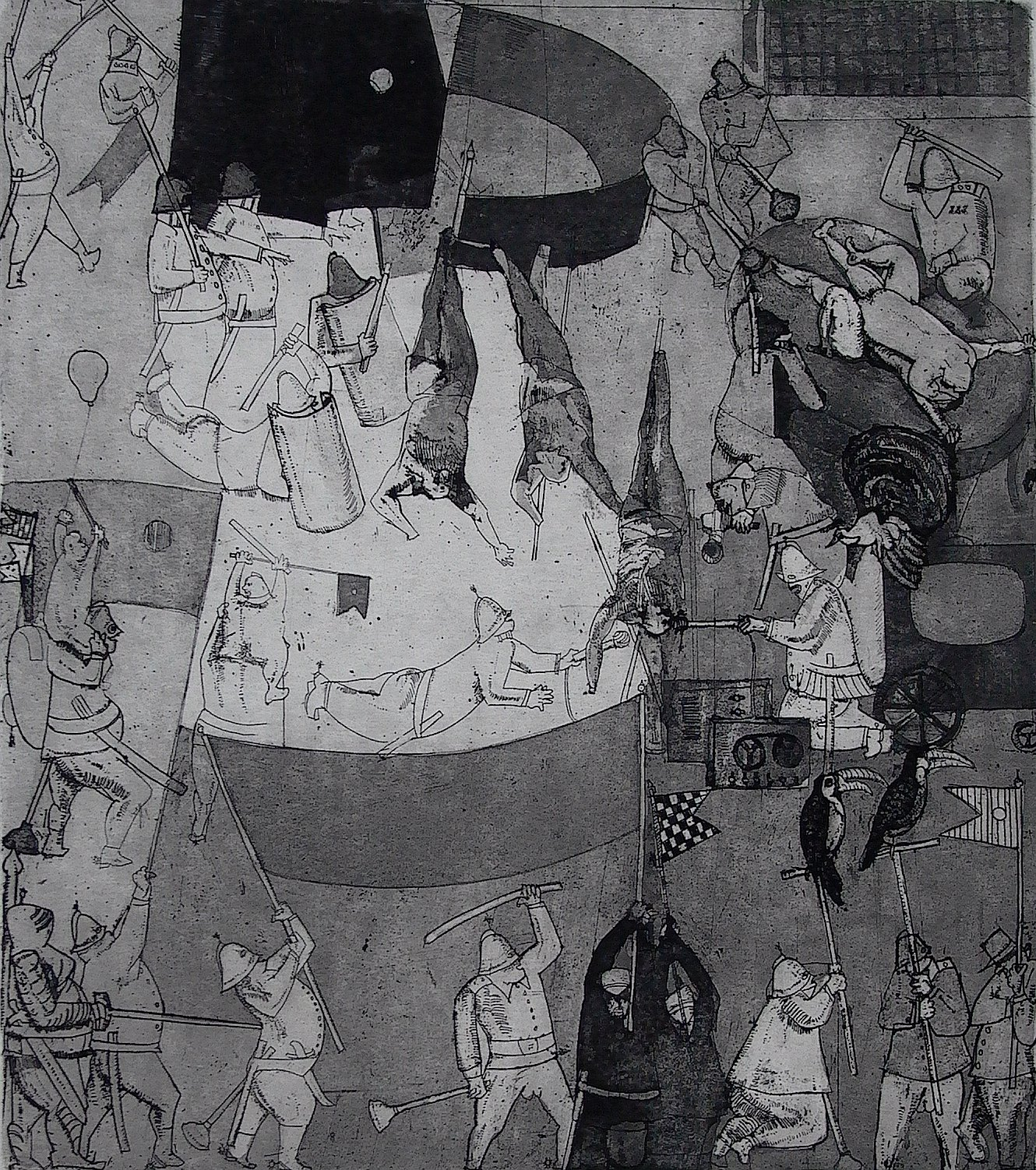
Romuald Oramus, Rytuały II, 1983-1984; akwaforta, akwatinta

Romuald Oramus (ur. 3 lipca 1953 w Krakowie) – polski malarz, grafik warsztatowy, autor tekstów o sztuce. Profesor sztuk plastycznych. Mieszka i tworzy w Krakowie.

## Życiorys
Absolwent krakowskiego Państwowego Liceum Sztuk Plastycznych (1968–1973). Studia na Wydziale Malarstwa Akademii Sztuk Pięknych w latach 1974–1979; dyplom zrealizował w pracowni prof. Adama Marczyńskiego wraz z graficznym aneksem w pracowni prof. Mieczysława Wejmana. Malarstwo i grafikę prezentował na wielu wystawach indywidualnych i zbiorowych w kraju i za granicą. W latach 80. ubiegłego wieku uczestniczył w wystawach Ruchu Kultury Niezależnej. W latach 1979–2023 był wykładowcą na Wydziale Sztuki Uniwersytetu Komisji Edukacji Narodowej w Krakowie.
Odznaczony Brązowym i Srebrnym Medalem „Zasłużony Kulturze Gloria Artis”.

## Twórczość artystyczna
Malarstwo i grafika Romualda Oramusa jest tematycznie i formalnie zróżnicowana. Cechuje ją szeroki ikonograficzny zakres znaczeń. W malarstwie Oramus posługuje się rozbudowaną kolorystyką, a w grafice tonalnie ograniczoną lub czarno-białą. Realizuje duże cykle obrazów z wykorzystaniem techniki olejno-żywicznej, tempery jajowej, enkaustyki, czy też akrylu, natomiast w rycinach stosuje m.in. akwafortę i akwatintę.

### Lata 80.
W latach 80. XX wieku Oramus z groteskowo-ironicznym zacięciem czerpał inspiracje z kultury sarmackiej, kontekstu religijno-politycznego ceremoniału, młodopolskiego modernizmu, a także z postmodernistycznej tendencji nawiązywania do wybranych motywów malarskiej tradycji.
Cykle:
- Ławka (obrazy 1979–1980)
- Czas zatrzymany (obrazy i grafiki 1980–1982)
- Uczta (obrazy i grafiki, 1983–1984)
- Rytuały (grafiki, 1982–1984)
- Funeralia (obrazy, 1985–1986)
- Rytuały. Pompa funebris (grafiki, 1985)
- Bachanalie(a) (obrazy i grafiki, 1986–1989)

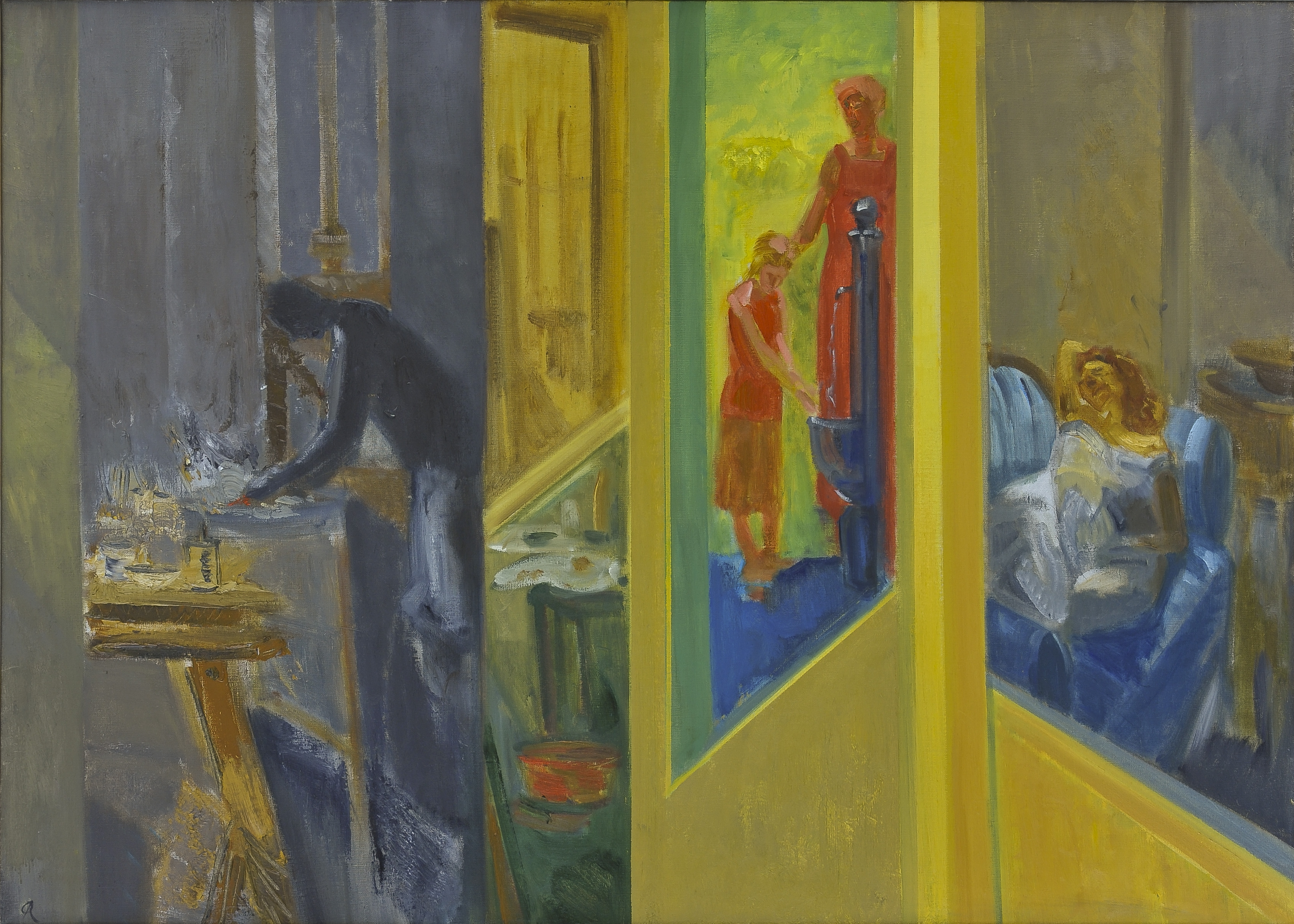
Romuald Oramus, Rytuały codzienności XXVIII, Lararium III, 2003

### Lata 90.
W latach 90. kontynuowane są przedstawienia metaforyczne. Samotne postacie, akty kobiet i mężczyzn, we wzajemnej w relacji do bezkresu morza, ogrodów czy labiryntów odnoszą się do egzystencjalnego i sensualnego aspektu życia (portrety metaforyczne, motywy śródziemnomorskie, sceny rodzajowe 1990 – 1993).
W tym czasie Oramus skupił się także na wpływach kultury popularnej na określone wzorce indywidualnych i społecznych zachowań.
Cykle:
- Homo ludens (obrazy, 1995–1998)
- Fitness Club (obrazy i grafiki, 1997–1999)

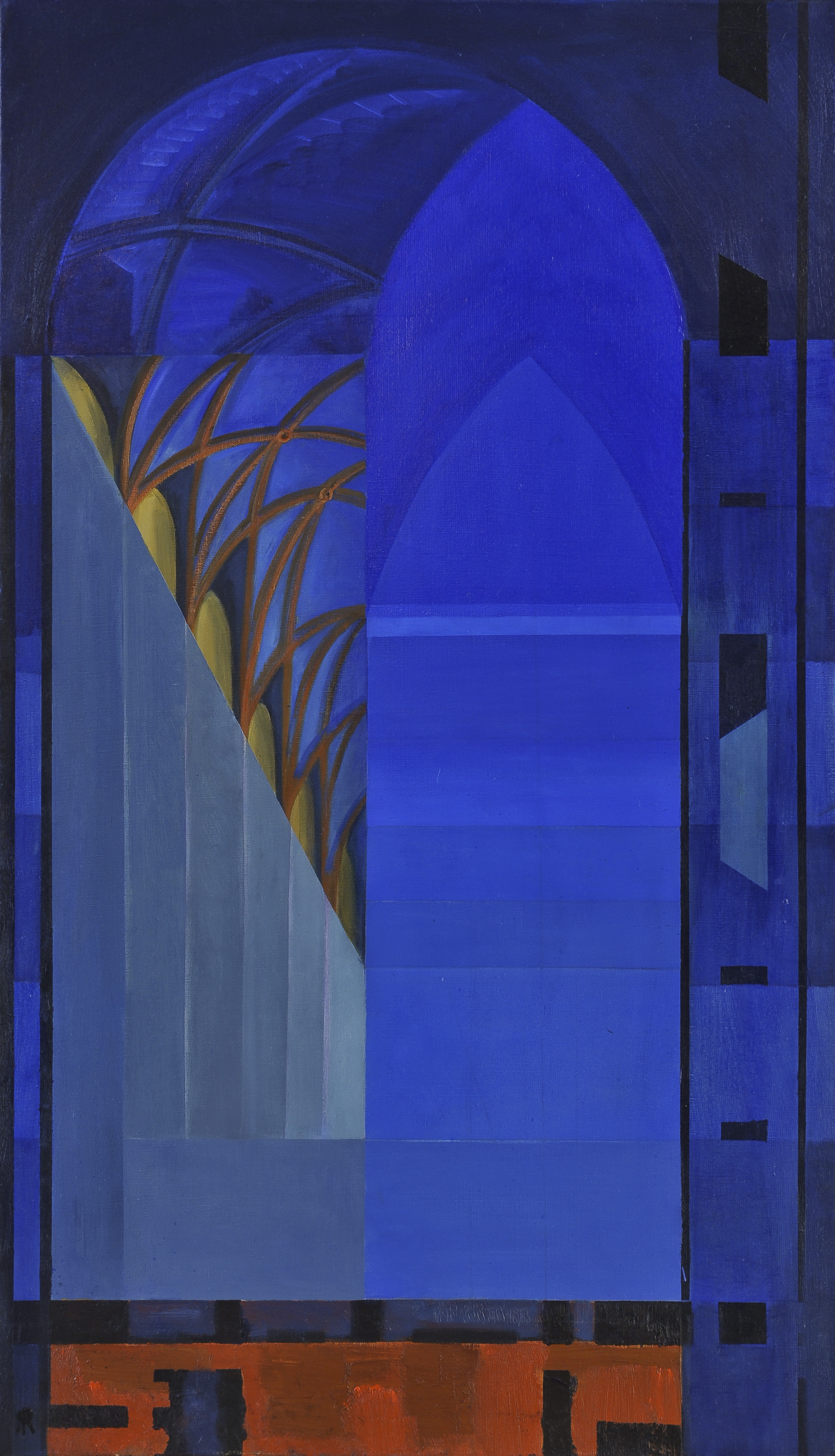
Romuald Oramus, Katedra III, 2007-2010; kolekcja prywatna

### Przełom wieku i po 2000 roku

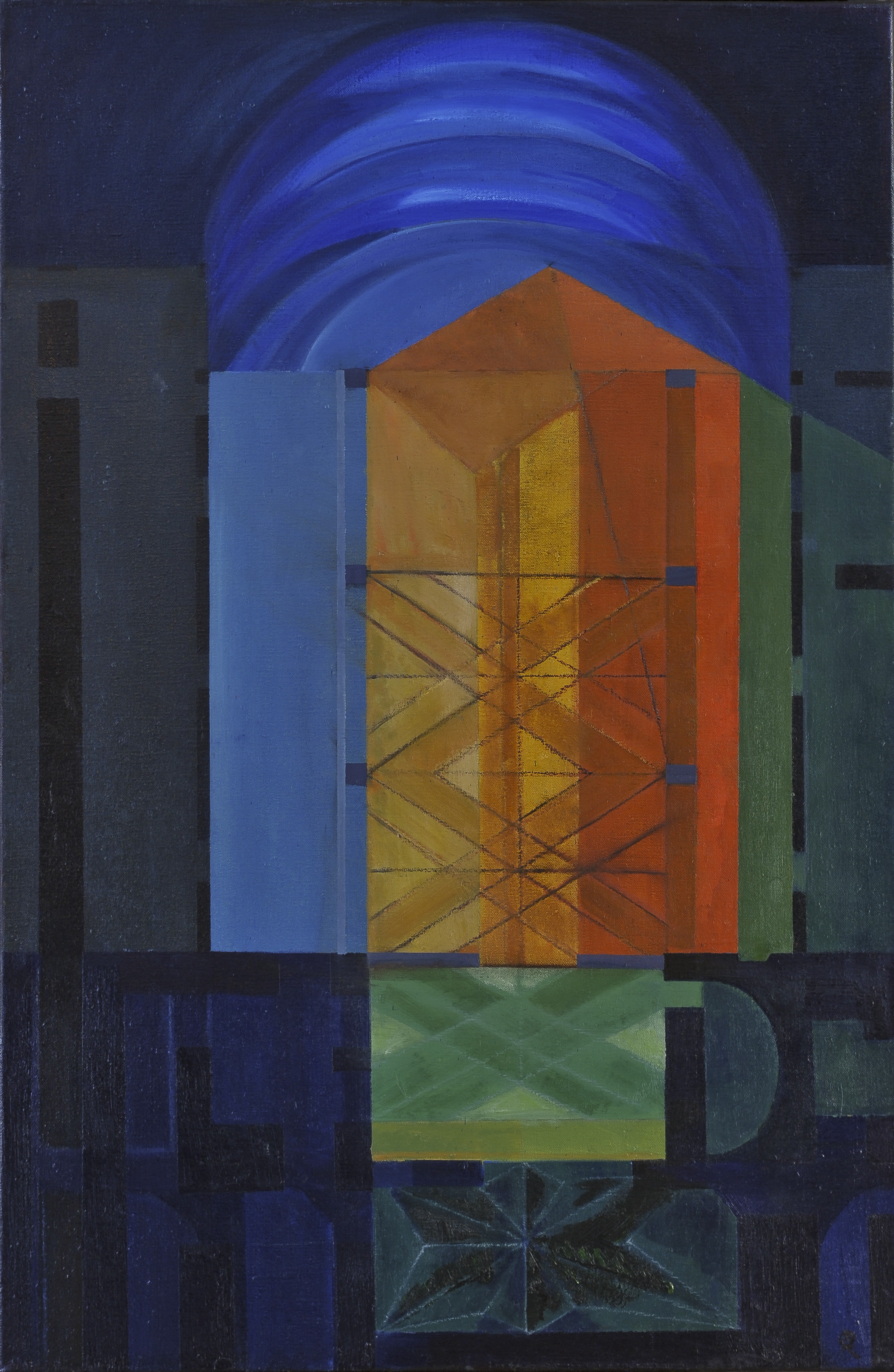
Romuald Oramus, Katedra VII, 2007-2010

Pod koniec lat 90. oraz po 2000 roku powstały obrazy ukazujące intymne rodzinne sceny we wnętrzach mieszkalnych w relacji do fragmentów architektury i pejzażu. Z czasem następuje ograniczanie figuratywności na rzecz eksponowania bardziej złożonej przestrzennej struktury płócien. Pojawia się tu wyraźna geometryzacja form i kompozycyjny synkretyzm. Na jednej z prac artysta ukazał połączenia różnych kadrów przedstawianej rzeczywistości.
Cykle:
- Rytuały codzienności (obrazy, 1997–2003)
- Realne – nierealne (obrazy, 2004–2006)

W latach 2007–2022 w malarstwie i grafice Oramus podjął bardzo rozległy tematycznie i formalnie wątek katedry, jej ideowego i architektonicznego fenomenu o wielorakich możliwościach odkrywanych znaczeń: narracyjnych, iluzjonistycznych, abstrakcyjnych, strukturalnych, metafizycznych, czy też sakralnych.
Cykle:
- Katedra (obrazy, grafiki, 2007–2022) oraz Katedra Prousta (grafiki, 2016–2019).

## Wybrana literatura

### Teksty własne, współautorstwo w opracowaniach wydawniczych
- Krasnowolski B., Oramus R., Romuald Oramus. Katedra. Malarstwo z lat 2007–2011, Uniwersytet Pedagogiczny w Krakowie, Kraków 2012. ISBN 978-83-7271-760-3.
- Romuald Oramus, La cathédrale. Peinures et graviures, katalog wystawy; Polskie Towarzystwo Historyczno-Literackie, Biblioteka Polska w Paryżu, Paryż, Uniwersytet Pedagogiczny w Krakowie, Kraków 2020. ISBN 978-83-914634-7-5.
- Oramus R., Radość iluzji malarskiej. Eseje o sztuce, Biblioteka Konspektu nr 4, Wydawnictwo Naukowe Akademii Pedagogicznej, Kraków 2004. ISBN 83-7271-249-2.
- Oramus R., Prawda artysty. Na przykładzie twórczości Józefa Czapskiego i nie tylko…,, [w:] Czapski raz jeszcze… Errata do biografii Józefa Czapskiego, Instytut Literatury, Kraków 2021. ISBN 978-83-66765-31-3.
- Profesor Adam Marczyński i Pracownia, red. R. Oramus, Uniwersytet Pedagogiczny w Krakowie [cz.1.], Kraków 2015. ISBN 978-83-7271-761-0.
- Profesor Adam Marczyński i jego Pracownia w krakowskiej Akademii Sztuk Pięknych latach 1948–1980. Artystyczne wpływy i kontynuacje; praca zbiorowa, red. Romuald Oramus, Uniwersytet Pedagogiczny w Krakowie [cz.2], Kraków  2018. ISBN 978-83-914634-2-0.
- Teraźniejsze i ponadczasowe. Pamięć o Czapskim. Romuald Oramus, red. R. Oramus, Uniwersytet Pedagogiczny w Krakowie 2018. ISBN 978-83-914634-3-7.
- W nurcie czasu. Romuald Oramus. Malarstwo i grafika z lat 1981–2011, red. S. Stankiewicz, katalog wystawy, Muzeum Uniwersytetu Jagiellońskiego  Collegium Maius, Uniwersytet Pedagogiczny w Krakowie, Kraków 2021; University of St. Thomas, Houston 2022. ISBN 978-83-8084-682-1.

### Pozostała wybrana literatura
- Gryglewicz T., Kraków i artyści. Teksty o malarzach i grafikach środowiska krakowskiego drugiej połowy wieku XX, Universitas, Kraków 2005. ISBN 83-242-0523-3.
- Krzysztofowicz – Kozakowska S., Sztuka od roku 1989, Wydawnictwo Bosz, Olszanica 2020. ISBN 978-83-7576-441-3.
- Rogozińska R., Rytuały codzienności. Romuald Oramus, [w:] Ikona w sztuce XX wieku, Wydawnictwo WAM, Kraków, 2009. ISBN 978-83-7505-242-8.
- Słownik malarzy polskich, t. 2, Arkady, Warszawa 2001. ISBN 83-213-4143-8.
- Trzy dekady 1981–2011. Malarstwo wobec przemian na przykładzie twórczości Romualda Oramusa i Stanisława Sobolewskiego, red. J. Brukwicki, Uniwersytet Pedagogiczny w Krakowie, Kraków 2012. ISBN 978-83-7271-747-4.
- Wielka Encyklopedia Malarstwa Polskiego, Wydawnictwo Kluszczyński, Kraków 2011. ISBN 978-83-7447-118-3.
- Zientara M., Z pracowni naszych artystów. Najnowsza sztuka krakowska: katalog wystaw zorganizowanych w Wieży Ratuszowej w latach 1999–2004, cz.2; Muzeum Historyczne Miasta Krakowa. ISBN 838-95-9927-9.

## Wystawy

### Wybrane wystawy indywidualne
- 1994: Romuald Oramus, malarstwo; Galeria Kordegarda, Warszawa[6][7].
- 1999: Romuald Oramus. Ćwiczenia siłowe, grafiki 1982–1999, Jan Fejkiel Gallery, Kraków[8]
- 2004 Romuald Oramus; malarstwo, grafika z lat 1982–2005; Galeria DAP, Warszawa[9]
- 2006: Romuald Oramus; malarstwo z lat 1997–2005; Miejska Galeria Sztuki, Zakopane[10]
- 2006: Romuald Oramus; malarstwo z lat 2004–2005; Galeria Krytyków Pokaz, Warszawa[10]
- 2006: Romuald Oramus; malarstwo z lat 2000–2005; Galeria Sztuki Wozownia, Toruń[10]
- 2007, 2008: Pomiędzy obrazem i grafiką; Romuald Oramus, prace z lat 1981–2006; muzea archidiecezjalne w Krakowie, Warszawie i Katowicach[11]
- 2009: Romuald Oramus; grafiki z lat 1981–1999; Galeria i Dom Aukcyjny Nautilus, Kraków
- 2012-13: Trzy dekady. Romuald Oramus, Stanisław Sobolewskiego. Malarstwo, rysunek, grafika z lat 1980–2011; Miejska Galeria Sztuki, Częstochowa, Galeria Miejska bwa, Bydgoszcz[12]
- 2014: Romuald Oramus. Katedra. Malarstwo z lat 2007–2011; Galeria Pryzmat, Kraków
- 2016: Romuald Oramus. Katedra. Z nieba i z ziemi; Muzeum Archidiecezjalne w Krakowie, Kraków[13]
- 2017: Pamięć o Czapskim. Romuald Oramus, malarstwo; Muzeum Narodowe w Krakowie  Pawilon Józefa Czapskiego, Kraków[14]
- 2019: Romuald Oramus. Katedra. Obrazy; Galeria Otwarta Pracownia w Krakowie[15][16]
- 2020: Romuald Oramus, La cathédrale. Peinures et graviures, Polskie Towarzystwo Historyczno-Literackie, Biblioteka Polska w Paryżu, Paryż[17]
- 2021: W nurcie czasu. Romuald Oramus. Malarstwo i grafika z lat 1981–2021; Muzeum Uniwersytetu Jagiellońskiego Collegium Maius, Kraków[18][19]
- 2022: In the Stream of Time. An Exhibition of Paintings and Prints by Romuald Oramus; University of St. Thomas, Houston, USA[20]

### Wybrane wystawy zbiorowe w Polsce i za granicą
- 1983, 1985, 1989: Mini Print International Cadaqués; Taller Galeria Fort, Cadaqués, Barcelona, Hiszpania[3]
- 1985: Droga i Prawda. I Krajowa Wystawa Malarstwa Młodych; Kościół Św. Krzyża, Wrocław
- 1986: 8. Internationale Graphic Triennale; Kunstverein E.V. und Stadt Frechen, Frechen, Niemcy
- 1987: Arsenał '88. Wystawa Młodej Plastyki Polskiej; Galeria Brama, Hala Gwardii, Warszawa
- 1989, 1992: 15th and 17th International Independent Exhibition of Prints in Kanagawa; Kanagawa Prefectural Gallery, Kanagawa, Japonia
- 1991: Dotyk. Ikonografia lat osiemdziesiątych w twórczości plastycznej środowiska krakowskiego; Pawilon wystawowy BWA, Kraków[21]
- 1991: 2nd Bharat Bhavan International Biennial of Prints,  Bhopal, Indie
- 1993: Portret ironiczny; Jan Fejkiel Gallery, Kraków[22]
- 1994: Ars Erotica;  Muzeum Narodowe  w Warszawie, Warszawa[23]
- 2001: II Rassegna internazionale dell’incisione di piccolo formato;  Associazione Amici dell’Arte-Famiglia Artistica, Cremona, Włochy
- 2015: Premio Leonardo Sciascia, amateur d’estampes, VIII Edizione; Fondazione Il Bisonte per lo studio dell’arte grafica, Wenecja, Włochy
- 2018: Abstrakce.PL. Abstrakcja w malarstwie polskim 1945−2017; Muzeum Sztuki w Ołomuńcu, Ołomuniec, Czechy[24][25]
- 2019: Oblicza Polski – Oblicza Polaków; Pałac Prezydencki, Warszawa, Muzeum  Narodowe w Krakowie[26]
- 2022: Sztuka i metafizyka. Postawy i strategie lat 2000–2020;  Galeria Podbrzezie, Kraków[27]

## Prace w kolekcjach
Prace Oramusa znajdują się w zbiorach prywatnych i publicznych, m.in. w: Bibliotece Polskiej w Paryżu, Muzeum Narodowym w Krakowie, Muzeum Uniwersytetu Jagiellońskiego Collegium Maius w Krakowie, Bibliotece Narodowej w Warszawie, Muzeum Śląskim w Katowicach, Galerii Sztuki Współczesnej BWA SOKÓŁ w Nowym Sączu, Galerii Sztuki Sakralnej Dom Praczki w Kielcach, Muzeach Archidiecezjalnych w Krakowie, Katowicach i Warszawie. Muzeum Sztuki Współczesnej we Frankfurcie nad Odrą, Computerspielemuseum Berlin, University of St. Thomas, Houston.